# Douglas Regattieri
Douglas Regattieri (ur. 5 października 1949 w Concordia sulla Secchia) – włoski duchowny katolicki, biskup diecezji Cesena-Sarsina w latach 2010–2025.

## Życiorys
Święcenia kapłańskie otrzymał 15 września 1973 i został inkardynowany do diecezji Carpi. Był m.in. sekretarzem biskupim, wikariuszem biskupim ds. duszpasterskich, rektorem seminarium w Carpi oraz w wikariuszem generalnym diecezji.
8 października 2010 papież Benedykt XVI mianował go ordynariuszem diecezji Cesena-Sarsina. Sakry biskupiej udzielił mu 28 listopada 2010 ówczesny biskup Carpi – Elio Tinti.
7 stycznia 2025 papież Franciszek przyjął jego rezygnację z pełnionego urzędu.